# Supergravitace
V teoretické fyzice je supergravitace  teorie supersymetrických polí, tj. gravitačního pole obecné relativity buzeného gravitonem se spinem 2 a dodatečného pole buzeného gravitinem se spinem 3/2, jakožto superpartnerem gravitonu, kde graviton i gravitino jsou bodové částice. Supergravitaci lze nejobecněji zavést jejím sjednocením s teorií velkého sjednocení v jedenácti časoprostorových dimenzích. U supergravitace je supersymetrie lokální symetrie mezi fermiony a bosony, na rozdíl od non-gravitační teorie supersymetrie, jako je Minimální supersymetrický standardní model (MSSM).